# Čičarovce
Čičarovce (Hongaars: Csicser) is een Slowaakse gemeente in de regio Košice, en maakt deel uit van het district Michalovce.
Čičarovce telt 852 inwoners.